# Тандем (фильм, 1987)
«Танде́м» (фр. Tandem) — французский кинофильм 1987 года, снятый режиссёром Патрисом Леконтом.

## Сюжет
Мишель Мортез, радиоведущий, гастролирует по Франции вместе со звукорежиссёром Ривето и  записывает ежедневную интеллектуальную игру La Langue au chat, которой руководит уже более 25 лет. Перед одной из записей программы Ривето узнаёт, что передача будет закрыта. Дружба и привязанность к Мортезу подталкивает его скрыть это, и Ривето перехватывает письма и телефонные звонки о закрытии передачи, имитируя её запись, даже если передача снята с эфира. Когда Мортез узнаёт о конце своего шоу, он просит Ривето остановить обман. Вместе они возвращаются в Париж. Мортезу предлагают вести программу раз в два дня. Но в самом начале передачи он исчезает. Проходят месяцы, и в уголке торгового центра Ривето слышит, как его друг работает аниматором для продажи товара. Мортез предлагает поехать с ним. Вместе они возвращаются обратно.

## Характеристики фильма
Характер Мортеза очень сложный. Иногда он показывает себя как рок-звезда. Но другие считают, что он немного «тормозной», ведь Мортез проводит свою жизнь на дороге, тогда как все важные события, в том числе связанные с ним, происходили в Париже без его ведома.
Ривето делится между, во-первых, уважением у Мортезу и во-вторых смещением, он видит себя между общественным деятелем и человеческой драмой человека, одинокой, иногда патологический лжец, имеющий проблемы с игрой.
Фильм Тандем отмечает первую крупную драматическую роль Жерара Жюньо, который до этого появлялся в комических ролях, в том числе в труппе Le Splendid. Кроме того, актёр изменил свой имидж, сбрив усы и став носить волосы в фильме. То же самое сделал его друг Мишель Блан для фильма Вечернее платье режиссёра Бертрана Блие.
Заглавную песню фильма, Il Mio Rifugio (рус. Моё убежище), написал и исполнил итальянский певец и композитор Риккардо Коччианте.

## В ролях
- Жерар Жюньо — Ривето
- Жан Рошфор — Мортез
- Сильви Гранотье — продавец книг
- Жюли Жезекель — официантка отеля De La Gare
- Жан-Клод Дрейфус — советник
- Жед Марлон — участник пикника
- Мари Пийе — '
- Альберт Дельпи — '
- Габриэль Гобен — старый бармен
- Филипп Дормуа — репортёр
- Жак Русселот — господин Вальян

## Даты премьер
- 17 июня 1987  Франция
- 9 октября 1992  Швеция
- 20 июня 2003  Италия

## Награды и номинации
- премия «Сезар» за лучший постер (Стэфан Баэликоф и Сади Нури)
- премия «Сезар» за лучшую мужскую роль (Жерар Жюньо и Жан Рошфор)
- премия «Сезар» за лучшую режиссуру (Патрис Леконт)